# Orissaare (commune)
Orissaare (en estonien : Orissaare vald) était une municipalité rurale du Comté de Saare en Estonie. Elle s'étendait sur 163,02 km2. 
Sa population était de 1 764 habitants(01.01.2012).
En octobre 2017, Orissaare a été ajoutée à la commune de Saaremaa.

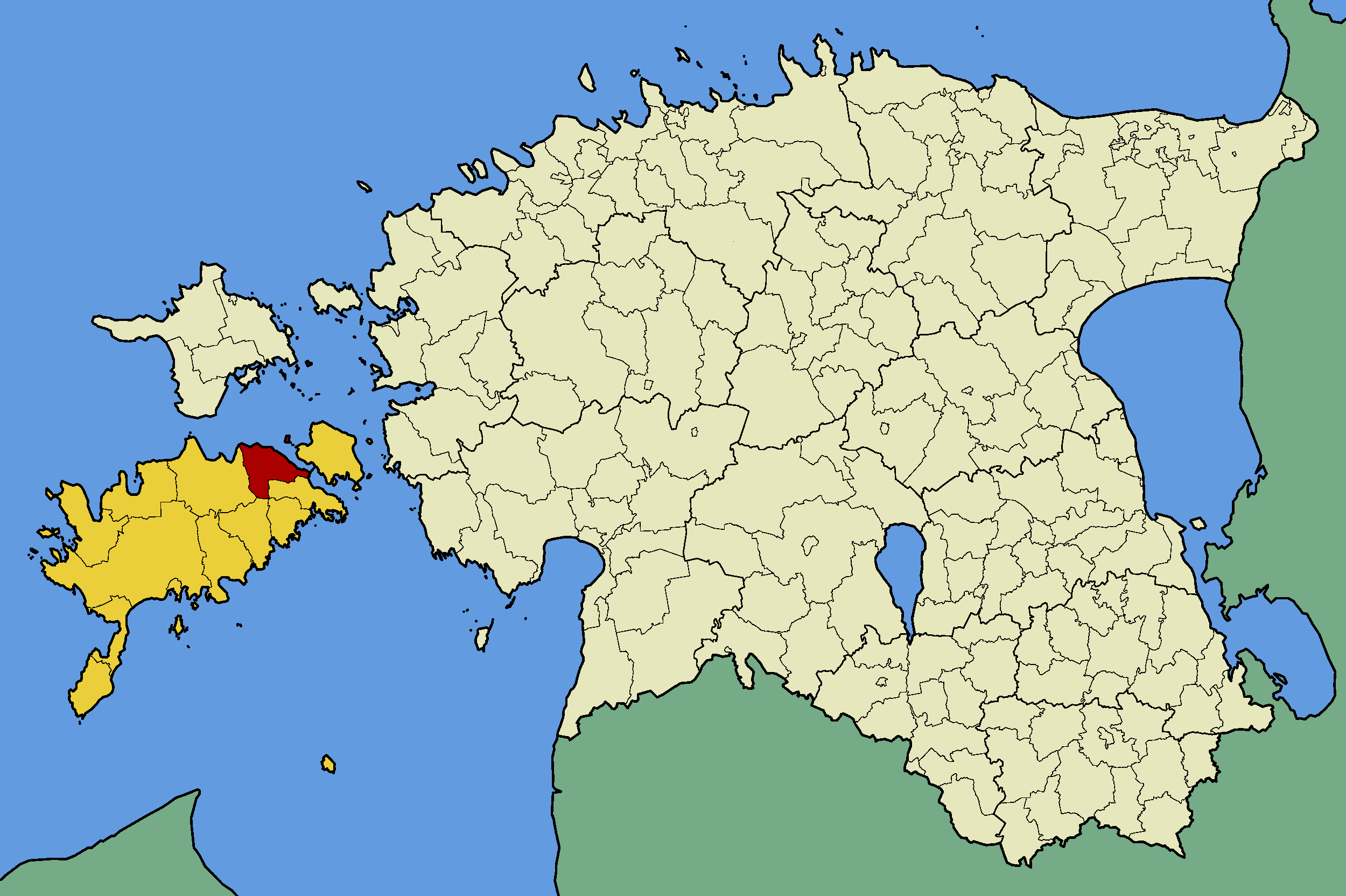
Commune de Orissaare (en rouge) dans le Comté de Saare (en jaune).

## Municipalité
La commune comprend 1 bourg et 36 villages:

### Bourg
Orissaare

### Villages
Ariste, Arju, Haapsu, Hindu, Imavere, Jaani, Järveküla, Kalma küla, Kareda, Kavandi, Kuninguste, Kõinastu, Laheküla, Liigalaskma, Liiva, Maasi, Mehama, Mäeküla, Orinõmme, Pulli, Põripõllu, Randküla, Rannaküla, Raugu, Saikla, Salu, Suur-Pahila, Suur-Rahula, Taaliku, Tagavere, Tumala, Võhma, Väike-Pahila, Väike-Rahula, Väljaküla, Ööriku.